# Miossens-Lanusse
Miossens-Lanusse település Franciaországban, Pyrénées-Atlantiques megyében. Lakosainak száma 281 fő (2022. január 1.). Miossens-Lanusse Auriac, Carrère, Claracq, Lalonquette, Lasclaveries, Sévignacq és Thèze községekkel határos.

## Népesség
A település népességének változása:
| Lakosok száma | 262  | 261  | 263  | 267  | 273  | 275  | 277  | 279  | 281  |
|               | 2013 | 2015 | 2016 | 2017 | 2018 | 2019 | 2020 | 2021 | 2022 |